# Parancistrocerus feai
Parancistrocerus feai är en stekelart som beskrevs av Giordani Soika 1995. Parancistrocerus feai ingår i släktet Parancistrocerus och familjen Eumenidae. Inga underarter finns listade i Catalogue of Life.